# 奇門遁甲
奇門遁甲與大六壬、太乙神數並稱三式。为中国神秘学中预测学的一个特有门类。乃利用洛書軌跡，九宮八卦以及五行相生相剋的道理，来預測地理方向的優劣，进而規劃行程最终達到對自己最有利態勢，帶有遠古時代規劃學、策略學概念，某些領域也為算命相術所兼用。

## 概論
奇門遁甲以乙、丙、丁稱為三奇；以開、休、生、傷、杜、景、驚、死稱為八門，故名“奇门”。天干中“甲”最尊贵而不显露，六甲(甲子、甲戌、甲申、甲午、甲辰、甲寅)常隐遁于“戊、己、庚、辛、壬、癸”六仪之内。後三奇六仪分布九宫，而甲不独占一宫故名“遁甲”。在古代民间流传只有帝王身邊如军师、钦天监、国师等重要大臣才通晓奇门遁甲之术。此法后来被神化为一门法术以至于一些小說將其描写为有「飛天遁地」之本領的法術穿鑿附會。亦有人称之为帝王学，認為基本格局反映了社会的人事、生活、社会制度及天文、地理、風土等。
在中国传统文化中，奇门遁甲被认为是以易经、八卦为基础，结合星相历法、天文地理、八门九星、阴阳五行、三奇六仪等要素的一门学问。据称姜子牙、范蠡、张良、诸葛亮、刘伯温等人都曾使用过奇门遁甲。奇门遁甲在中国古代主要用于国事、兵法的排兵布阵方面。在21世纪已被用于商业发展、市场经营、管理等方面的预测。
“奇门遁甲”的含义是由“奇”“门”“遁甲”三个概念组成。
- “奇”就是乙（日奇）、 丙（月奇）、丁（星奇）三奇。
- “門”依據排宮法（轉盤）与飛宮法（飛盤）的不同有八門和九門的區别。其中排宫法較為常見。
  - 排宫法 - 八门：休、生、伤、杜、景、死、惊、开。对应八神。其中开、休、生为三吉门。死、惊、伤为三凶门。杜门、景门为二中平门。
  - 飞宫法 - 比排宮多一中門對應九神。九門：休、死、傷、杜、中、開、驚、生、景。其中開、休、生為三吉門。死、驚、傷为三凶門。杜門、景門、中門为三中平門。
- “遁”即隱藏，“甲”指六甲(甲子、甲戌、甲申、甲午、甲辰、甲寅)，“甲”为十干至尊，藏而不现，常隱遁於六儀（戊、己、庚、辛、壬、癸）之下。

隱遁原則是甲子同六戊，甲戌同六己，甲申同六庚，甲午同六辛，甲辰同六壬，甲寅同六癸。另外配合居地盤的八卦方位（乾、坎、艮、震、巽、離、坤、兌），居天盤之九星（天蓬、天任、天衝、天辅、天英、天芮、天柱、天心、天禽），居神盤之八神（排宮法：值符、螣蛇、太陰、六合、白虎／勾陳、玄武／朱雀、九地、九天）或九神（飛宮法：值符、螣蛇、太陰、六合、太常、白虎／勾陳、玄武／朱雀、九地、九天)。
實務上歷史曾有數理奇門和法術奇門之別，而法術奇門實為開壇作法等道教程序有踏天罡步和符咒等被視為太多玄虛和迷信之物，因此法術奇門漸漸式微到了近代已經不再有人提及或被視為純粹神棍迷信。

## 历史

### 传说
据烟波钓叟歌中记载，奇门遁甲起源于传说时代，黄帝炎帝联军和蚩尤在涿鹿展开的一场大战，蚩尤身高七尺，铁头铜身，刀枪不入，能呼风唤雨并在战场上制造迷雾，使得炎黄联军陷入不利境地。黄帝于是向天祈祷，终于获得九天玄女给的太乙、六壬、遁甲之书和彩凤衔来的河图洛书，并以此发明了指南车，逆转了战局，取得了胜利。黄帝令风后演绎天书，并最终演绎成三式之法：大六壬、太乙神數、奇门遁甲一千零八十局（阳遁、阴遁各五百四十局）。后来该术数为姜子牙所习得，由姜子牙删减为七十二局（阳遁、阴遁各三十六局），再经过姜子牙传给黄石公，再由黄石公传给张良，最终由张良将其精简为现今的一十八局（阳遁、阴遁各九局）。

### 史实提及
- 东晋（317年－420年）炼丹家葛洪在其著作《抱朴子》中记载“余少有入山之志,由此乃行学遁甲书,乃有六十馀卷,事不可卒精,故钞集其要,以为囊中立成,然不中以笔传”。但书中并无记载军事上的应用。
- 南北朝（420年—589年）梁简文帝萧纲所写的《从军行》中有“三门应遁甲”,何丙郁认为这暗示遁甲与军事有关。南北朝时期遁甲已经流行，《隋书・经籍志》中所记载的带有“遁甲”的书目数量超过五十，并且存在南北朝遁甲书的记载。
- 推斷為唐朝成書的《神機制敵太白陰經》中提及奇門遁甲。
- 崇寧年間（1102年-1106年）据《崇宁国子监算学令》记载，三式为北宋司天台学生的考察科目。
- 清（約1636年－1912年）钱大昕在《十驾斋养新录》指出《史记・龟策传》中卫平替宋元王解梦之法为遁甲术,而近代严敦杰指出所用的方法应该是六壬。

### 流傳日本
- 在日本於西元602年發現日本書紀開始記載「遁甲」之名曆書，可能由民間跨海傳來，明清代開始中國大量奇門遁甲書籍在日本皆有流傳，明治・大正時代日本本土研究書籍大量出現[3]
  - 栗原信充著「遁甲提要」「遁甲儀」「遁甲譚」
  - 多田鳴鳳著「八門遁甲秘録」
  - 松浦琴鶴著「奇門秘録」
  - 立川小兵衛著「遁甲奇門」
  - 村田徽典「八門遁甲或問鈔」[4]
  - 犬山龍叟著「八門遁甲陰陽発秘」
  - 柄澤照覺著「八門遁甲秘伝」
  - 陽新堂主人著「八門遁甲天書」（四季の書）四巻・「孔明八陣出没変化之巻」

大量日本本土研究如過江之鯽，二戰後透派遁甲学会興起並自創了坐山盤、立向盤等新思路，透派大師内藤文穩還出版了「奇門遁甲金函玉鏡」、「奇門遁甲真義」・「奇門遁甲奥義」・「奇門遁甲密義」（上下巻）・「奇門遁甲秘義」等著作，另有出生台灣的日籍人士張耀文(日本名：小島聖一)對於60年代推動奇門遁甲理論在日本的發展起重要作用。

## 算命占测
奇门遁的占测主要分为天，人，地三盘，象征三才。
天盘的九宫有九星；中盘的八門（排宫法中門寄二宫）/九門（飛宫法）布八門/九門；地盘的八宫代表八个方位，静止不动。
天盘在地盘上，每宫都分配着特定的三奇（乙，丙，丁）六仪（戊，己，庚，辛，壬，癸）。再根据具体时日，以六仪、三奇、八门（九门）、九星排局以及特殊的奇门遁甲格局，来占测人类社会和自然世界，在人事关系方面选择吉时吉方。

## 文化領域

### 三国演义
在《三国演义》中有许多回中涉及了奇门遁甲的内容。其中诸葛亮、左慈等人均会奇门遁甲一类的法术。其中历史上左慈之弟子郑隐为东晋炼丹家葛洪之师。
第三十六回中，徐庶破了曹仁所設下的八門金鎖陣，曹仁軍敗。
第四十九回中，诸葛亮对周瑜说自己“曾遇异人，传授奇门遁甲天书，可以呼风唤雨”，并以法术借来东风，使得火攻得以顺利实施。
第六十八回中，左慈亦曾“得天书三卷，名曰《遁甲天书》”，并用幻术戏弄了曹操。

### 水浒传
在一百二十回《水浒传》第四十二回中宋江亦曾得到了九天玄女给的三卷天书。

### 當代小說
- 奇门遁甲 - 2013周德东恐怖小说
- 奇门遁甲 - 2014黑岩小说
- 日本漫画《火影忍者》改編為八门遁甲，同樣借用开、休、生、伤、杜、景、惊和死八門概念的一種体術修練。

### 電影
- 奇門遁甲 (1982年電影)
- 奇門遁甲 (2017年電影)
- 奇门遁甲 (2020年網路電影)